# بانک یوکوهاما

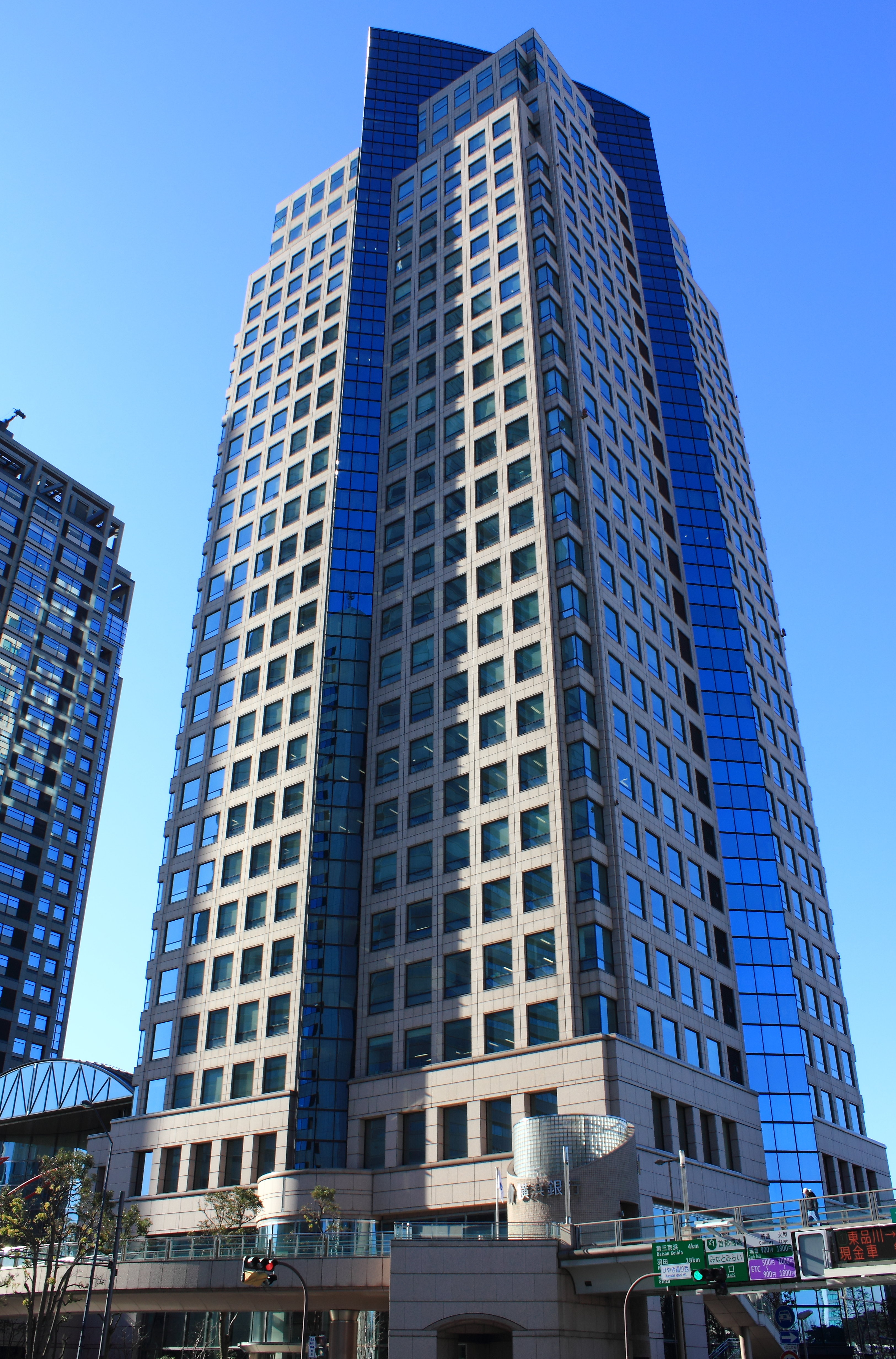
ساختمان شعبه مرکزی بانک یوکوهاما

بانک یوکوهاما (به ژاپنی: 株式会社横浜銀行) شرکت خدمات مالی ژاپنی است، که هم‌اکنون (۲۰۱۳) به‌عنوان هفتمین بانک بزرگ ژاپن شناخته می‌شود.
بانک یوکوهاما در سال ۱۹۲۰ تأسیس شد و در حال حاضر مالک شبکه‌ای از ۶۱۰ شعبه ارائه خدمات بانکداری در سراسر ژاپن، همچنین هنگ کنگ، بانکوک، نیویورک و لندن می‌باشد.
شعبه مرکزی این شرکت در شهر یوکوهاما، ژاپن قرار دارد و بخشی از سهام آن در بازار بورس توکیو معامله می‌شود.
مستر تراست بانک با ۴٫۵ درصد، میجی یاسودا لایف با ۲٫۷ درصد، نیپون لایف با ۲٫۳ درصد، دای-ایچی لایف با ۱٫۶ درصد و ژاپن تراستی سرویس بانک با در اختیار داشتن ۲٫۷ درصد از سهام بانک یوکوهاما، بزرگترین سهام‌داران آن به‌شمار می‌آیند.